# Yōsuke Kashiwagi
Yōsuke Kashiwagi (柏木 陽介 Kashiwagi Yōsuke?, Kōbe, Hyōgo, 15 de diciembre de 1987) es un futbolista japonés, actualmente juega en Urawa Reds.

## Selección nacional
Ha sido internacional con la Selección de fútbol de Japón; donde hasta ahora, ha jugado 4 partidos internacionales por dicho seleccionado.

## Clubes
| Club                | País  | Año           |
| ------------------- | ----- | ------------- |
| Sanfrecce Hiroshima | Japón | 2006-2009     |
| Urawa Reds          | Japón | 2010-presente |

## Palmarés

### Títulos nacionales
| Título             | Club                | País  | Año  |
| ------------------ | ------------------- | ----- | ---- |
| Supercopa de Japón | Sanfrecce Hiroshima | Japón | 2008 |
| J2 League          | Sanfrecce Hiroshima | Japón | 2008 |
| Copa J. League     | Urawa Red Diamonds  | Japón | 2016 |
| Copa del Emperador | Urawa Red Diamonds  | Japón | 2018 |

### Títulos internacionales
| Título                      | Club (*)           | Sede    | Año  |
| --------------------------- | ------------------ | ------- | ---- |
| Copa Asiática               | Selección de Japón | Doha    | 2011 |
| Copa Suruga Bank            | Urawa Red Diamonds | Saitama | 2017 |
| Liga de Campeones de la AFC | Urawa Red Diamonds | Saitama | 2017 |

(*) Incluyendo la selección

### Distinciones individuales
| Distinción                                      | Año  |
| ----------------------------------------------- | ---- |
| Premio al Jugador Superior de la J. League      | 2009 |
| Mejor gol de septiembre de la J1 League         | 2014 |
| Premio al Jugador Superior de la J. League      | 2014 |
| Premio al Jugador Superior de la J. League      | 2015 |
| Premio al Jugador Superior de la J. League      | 2016 |
| J. League Best XI                               | 2016 |
| Mejor Jugador de la Liga de Campeones de la AFC | 2017 |
| Premio al Jugador Superior de la J. League      | 2017 |